# Victor Carlund
Victor Carlund (* 5. Februar 1906 in Göteborg; † 22. Februar 1985 ebenda) war ein schwedischer Fußballnationalspieler und -trainer.

## Laufbahn
Carlund spielte 166-mal für Örgryte IS in der Fotbollsallsvenskan. Außerdem war er schwedischer Nationalspieler. Er lief zwischen 1932 und 1936 zwölfmal für die Blågult auf, 1933 bis 1936 war er sechsmal Mannschaftskapitän. Bei der Weltmeisterschaft 1934 und den Olympischen Spielen 1936 gehörte er dem Kader der Landesauswahl an.
1937 übernahm er kurzzeitig den Platz auf der Trainerbank bei Örgryte IS.